# Max d'Ollone

Blason d'Ollone

Maximilien-Paul-Marie-Félix d'Ollone (Besançon, 13 juni 1875 – Parijs, 15 mei 1959) was een Frans componist, dirigent en musicograaf. Hij schreef opera's, kamermuziek en concerten en van zijn muziek werden ook grammofoonopnamen uitgeven. 

## Levensloop
D'Ollone werd geboren in een adellijke familie in Besançon. Zijn vader was comte (graaf) Ernest d'Ollon (1833-1896), erfelijk lid van het Gezelschap der Cincinnati, en zijn moeder Marie-Adèle d'Amandre. Zijn wortels reiken tot Barthélémy Dolon, een edelman uit het begin van de 16e eeuw afkomstig uit het zuidoosten van Frankrijk.
Door zijn bevoorrechte positie werd hij op jonge leeftijd toegelaten tot het Conservatorium van Parijs, waar zijn talent werd opgemerkt door Gounod, Saint-Saëns en Massenet.
Op 5 januari 1903 trouwde d'Ollone met Marie Isabelle de Ponthière. Het echtpaar kreeg 5 kinderen.
Maximilien d'Ollone stierf in 1959 in Parijs in zijn appartement aan de rue de Grenelle, omringd door boeken, partituren, tussen muziek en poëzie. (Anne-Charlotte Rémond).

## Loopbaan
Als kind had d'Ollone al een warme belangstelling voor muziek en begon al snel met componeren. Op 13-jarige leeftijd (1888) begon hij met de compositie van Impressions d'Automne (zang en piano) dat hij in 1893 voltooide. Op het Conservatoire de Paris werd hij leerling van Albert Lavignac, André Gedalge en Jules Massenet. Hij won veel prijzen met als hoogtepunt de eerste Prix de Rome in 1897 met de cantate Frédégonde.
In 1901 kreeg hij van Camille Saint-Saëns de opdracht voor een ballet, Bacchus et Silène. Zijn volgende opera, Le Retour, ging in 1912 in Angers in première, d'Ollone schreef het libretto zelf, op 6 juni 1919 werd deze opgevoerd in de Opéra de Paris met Germaine Lubin in de hoofdrol.
Hoogtepunten uit zijn werk zijn: opera L'Arlequin (1924), het ballet Le Temple Abandonné (1931) en de opera La Samaritaine (1937). Een aantal van zijn werken werden niet of slechts ten dele uitgevoerd waaronder zijn eerste opera Jean (1904), de eerste scène van L'Étrangère en Les Amants de Rimini (1915).

## Oeuvre
Zijn bekende oeuvre omvat 253 werken.

## Functies
- 1905 - 1910, voorzitter Concerts Populaires d'Angers sinds 2014 Les Mardis Musicaux.
- 1915, directeur van de École normale de musique de Paris.
- 1923, professor kamermuziek aan het Conservatoire de Paris.
- 1923, directeur van Conservatoire Américain de Fontainebleau.
- 1930, inspecteur muziekonderwijs aan de provinciale conservatoria (aFaa, Association française d'action artistique).
- 1941 tot 1944, directeur van de Opéra Comique.
- Professor aan het Conservatoire de musique de Paris, publicaties: Le Langage Musical, La Palatine & Paris Plon, 1952.

## Afbeeldingen

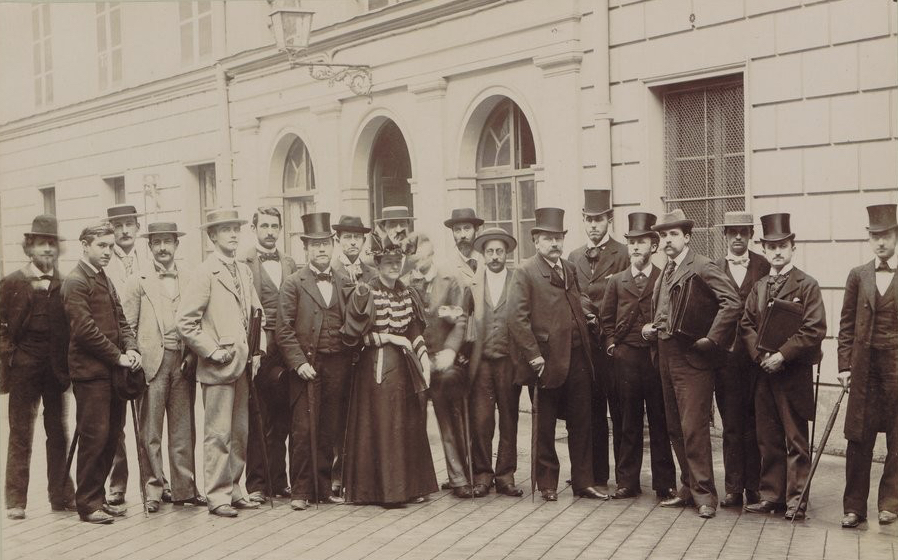
Conservatoire national, klas muziekcompositie, 1895
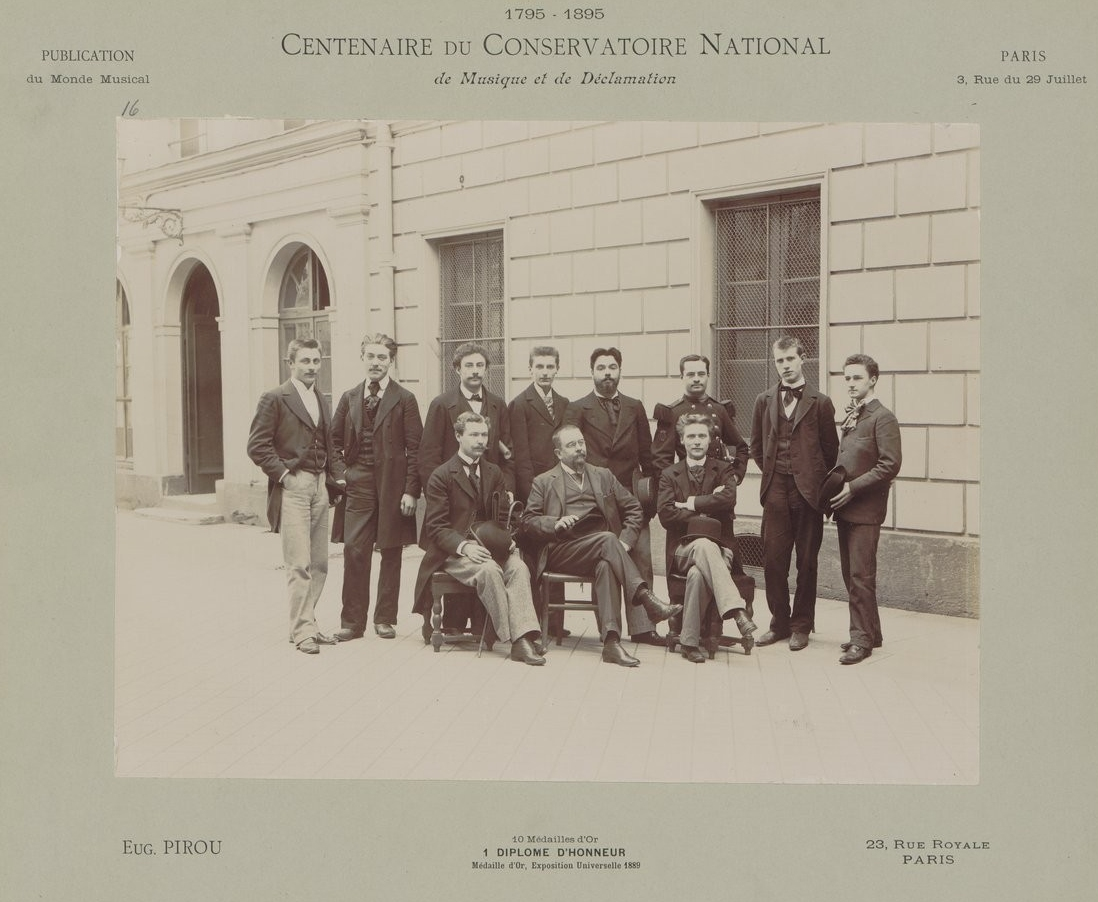
Diploma uitreiking bij het honderdjarig bestaan van het conservatoir National
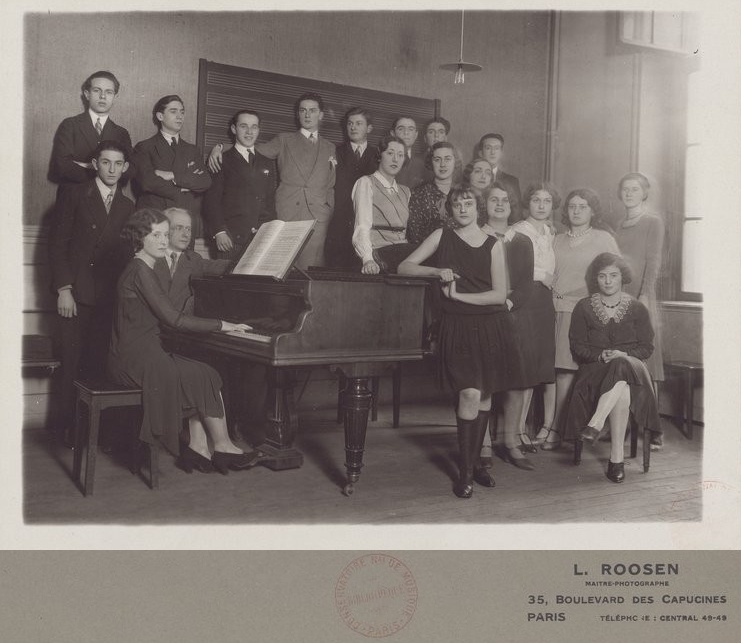
Ensemble musical, M. d'Ollone

## Wetenswaardigheden
- In Angers waar hij voorzitter was van les Concerts Populaires d'Angers is een straat naar Max vernoemd.
- De broer van Max was Henri d'Ollone, hij was militaire en een bekende ontdekkingsreiziger, hij werd in 1919 benoemd tot brigadegeneraal en in 1933 tot grootofficier van het Legioen van Eer.
- Op 28 mei 2013 kwam nog een cd uit met de muziek Max, M.D'Ollone: Melodies V.2, label Maguelone

- Biblioteca Nacional de España: XX5318479
- Bibliothèque nationale de France: cb14020988v (data)
- Gemeinsame Normdatei: 128643099
- International Standard Name Identifier: 0000 0001 1034 7348
- Library of Congress Control Number: no89004913
- Base Léonore: 19800035/1437/66312
- MusicBrainz: 7652eafd-db9a-4805-b5e0-30a4429a9dbd
- Nationale Bibliotheek van Tsjechië: mzk2011654227
- Nationale Bibliotheek van Israël: 987007281602905171
- Nederlandse Thesaurus van Auteursnamen: 298540150
- SNAC: w6sn0ms8
- Système universitaire de documentation: 028192192
- Trove: 1525970
- Virtual International Authority File: 209461
- WorldCat: E39PBJyMc7VkMtyrbFmXRjDyVC